# París-Niça 1954
La París-Niça 1954 fou la 12a edició de la París-Niça. És un cursa ciclista que es va disputar entre el 10 i el 14 de març de 1954. La cursa fou guanyada pel belga Raymond Impanis, de l'equip Mercier, per davant dels francesos Nello Lauredi (Terrot) i Francis Anastasi (Mercier). El conjunt Mercier s'imposà en la classificació per equips.
El diari L'Aurore i l'ajuntament de Niça es converteixen en patrocinadors de la prova que passa a anomenar-se París-Costa Blava.
Es crea una classificació per punts que també guanya Impanis. El líder d'aquesta classificació porta un mallot verd.
El guanyador s'emportà 1.600.000 francs i una motocicleta Vespa.
La Federació de Ciclisme Francesa tornà a amonestar la prova per la utilització d'un mallot groc. La Federació entén que aquest color només es pot utilitzar al Tour de França.

## Participants
En aquesta edició de la París-Niça hi preneren part 89 corredors dividits en 13 equips: Airligues, Alcyon, Bertin, Bianchi, Dilecta, Gitane-Hutchinson, Hercules, La Perle, Mercier, Peugeot, Rochet, Royal Codris i Terrot. La prova l'acabaren 46 corredors.

## Resultats de les etapes
| Etapes   | Data       | Recorregut          | Km       | Vencedor d'etapa | Líder de la general |
| -------- | ---------- | ------------------- | -------- | ---------------- | ------------------- |
| 1a etapa | 10 de març | París-Nevers        | 252.5 km | Raoul Rémy       | Raoul Rémy          |
| 2a etapa | 11 de març | Nevers-Sant-Etiève  | 233.5 km | Raymond Impanis  | Raymond Impanis     |
| 3a etapa | 12 de març | Sant-Etiève-Vergèze | 256 km   | Fausto Coppi     | Raymond Impanis     |
| 4a etapa | 13 de març | Nimes-Canes         | 260 km   | François Mahé    | Raymond Impanis     |
| 5a etapa | 14 de març | Canes-Niça (CRI)    | 51.5 km  | Jacques Anquetil | Raymond Impanis     |

## Etapes

### 1a etapa
10-03-1954. París-Nevers, 252.5 km.
Sortida neutralitzada: A la Torre Eiffel de París
Sortida real: Sèvres.
|   | Ciclista        | Equip    | Temps      |
| - | --------------- | -------- | ---------- |
| 1 | Raoul Rémy      | Mercier  | 6h 27' 45" |
| 2 | Ricardo Filippi | Bianchi  | m. t.      |
| 3 | Jean Delahaye   | La Perle | m. t.      |

### 2a etapa
11-03-1954. Nevers-Sant-Etiève, 233.5 km.
|   | Ciclista         | Equip   | Temps      |
| - | ---------------- | ------- | ---------- |
| 1 | Raymond Impanis  | Mercier | 6h 25' 45" |
| 2 | Germain Derijcke | Alcyon  | m. t.      |
| 3 | Hilaire Couvreur | Terrot  | + 8"       |

### 3a etapa
12-03-1954. Sant-Etiève-Vergèze, 256 km.
|   | Ciclista          | Equip    | Temps      |
| - | ----------------- | -------- | ---------- |
| 1 | Fausto Coppi      | Bianchi  | 7h 34' 48" |
| 2 | Raymond Impanis   | Mercier  | + 7"       |
| 3 | Dominique Forlini | Hercules | m. t.      |

### 4a etapa
13-03-1954. Nimes-Canes, 260 km.
|   | Ciclista         | Equip    | Temps      |
| - | ---------------- | -------- | ---------- |
| 1 | François Mahé    | Dilecta  | 8h 56' 53" |
| 2 | Ricardo Filippi  | Bianchi  | + 4"       |
| 3 | Lucien Lazarides | Arliguie | + 2' 17"   |

### 5a etapa
14-03-1954. Canes-Niça, 51.5 km. (CRI)
Arribada situada al Passeig dels Anglesos. Fausto Coppi no pren la sortida per culpa d'un refredat.
|   | Ciclista         | Equip    | Temps      |
| - | ---------------- | -------- | ---------- |
| 1 | Jacques Anquetil | La Perle | 1h 18' 27" |
| 2 | Raymond Impanis  | Mercier  | + 29"      |
| 3 | Francis Anastasi | Mercier  | + 1' 09"   |

## Classificacions finals

### Classificació general
|    | Ciclista         | Equip        | Temps       |
| -- | ---------------- | ------------ | ----------- |
| 1  | Raymond Impanis  | Mercier      | 30h 49' 05" |
| 2  | Nello Lauredi    | Terrot       | + 1' 02"    |
| 3  | Francis Anastasi | Mercier      | + 1' 37"    |
| 4  | Ricardo Filippi  | Bianchi      | + 3' 01"    |
| 5  | Hilaire Couvreur | Terrot       | + 4' 26"    |
| 6  | Georges Meunier  | La Perle     | + 5' 32"    |
| 7  | Jacques Anquetil | La Perle     | + 7' 26"    |
| 8  | Jacques Renaud   | Royal Codris | + 7' 34"    |
| 9  | Maurice Blomme   | Bertin       | + 7' 41"    |
| 10 | Antonin Rolland  | Terrot       | + 7' 57"    |

## Evolució de les classificacions
| Etapa (Vencedor)            | Classificació general |
| --------------------------- | --------------------- |
| 0Etapa 1 (Raoul Rémy)       | Raoul Rémy            |
| 0Etapa 2 (Raymond Impanis)  | Raymond Impanis       |
| 0Etapa 3 (Fausto Coppi)     | Raymond Impanis       |
| 0Etapa 4 (François Mahé)    | Raymond Impanis       |
| 0Etapa 5 (Jacques Anquetil) | Raymond Impanis       |